# Estadio de la Mancomunidad
El Estadio de la Mancomunidad (Commonwealth Stadium en inglés) es un estadio multiusos situado en el área de Norwood de la ciudad de Edmonton, provincia de Alberta, Canadá.

## Historia
Fue inaugurado en 1978 para recibir los Juegos de la Mancomunidad de ese mismo año, y en 1983 albergó las Universiadas de verano. Tiene capacidad para 60 081 espectadores, pero puede ser ampliado. Es el estadio más grande de capacidad permanente en Canadá y una de las pocas instalaciones principales del país que tiene hierba natural.
El estadio se usa principalmente para los partidos de local de los Edmonton Elks de la Canadian Football League. El 5 de septiembre de 2003, se registró la asistencia más numerosa de la historia de CFL para un partido regular de la temporada de los Eskimos con la presencia de 62 444 personas y en el que jugaron contra los Calgary Stampeders.
Además fue sede la Grey Cup, el partido final de la Canadian Football League, en 1984, 1997, 2002, 2010 y 2018. La asistencia más alta de la historia del estadio se produjo en la edición 2010 con 63 317 personas.
Allí jugaron de local los Edmonton Drillers de la North American Soccer League desde 1979 hasta 1991. También ha sido sede oficial de la selección de fútbol de Canadá desde 1993 hasta la apertura del BMO Field en 2007 en Toronto. En 1994 disputaron un amistoso ante la selección de Brasil ante 51 936 espectadores. También ha albergado partidos amistosos de la selección femenina de fútboll en 1995, 2003, 2005, 2013 y 2014.
En 2003 albergó un partido de hockey sobre hielo entre los Edmonton Oilers y los Montreal Canadiens ante 57 167 espectadores, en conmemoración de los 25 años de los Oilers y los 20 años de su primera Copa Stanley.
En rugby union, el estadio ha alojado partidos de la Churchill Cup y también algunos partidos de la Copa Mundial de Rugby Femenino de 2006, incluyendo la final.
Fue sede del Campeonato Mundial de Atletismo de 2001, nueve partidos de la Copa Mundial de Fútbol Sub-20 de 2007 (incluyendo una semifinal) y once de la Copa Mundial Femenina de Fútbol de 2015 (incluyendo dos de Canadá, una semifinal y el partido por el tercer puesto).
Por otra parte, en el estadio ha habido conciertos musicales de Pink Floyd, David Bowie, The Rolling Stones, The Police, AC/DC, U2, Bob Dylan, Taylor Swift y Bon Jovi entre otros.

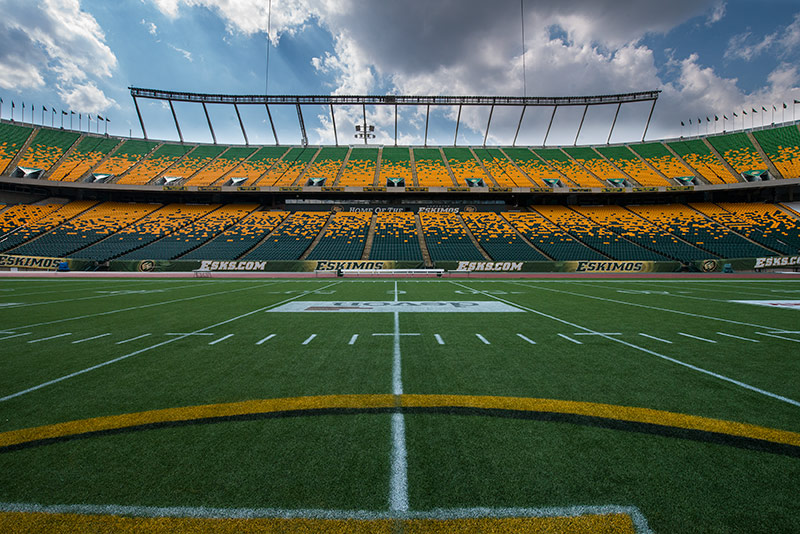
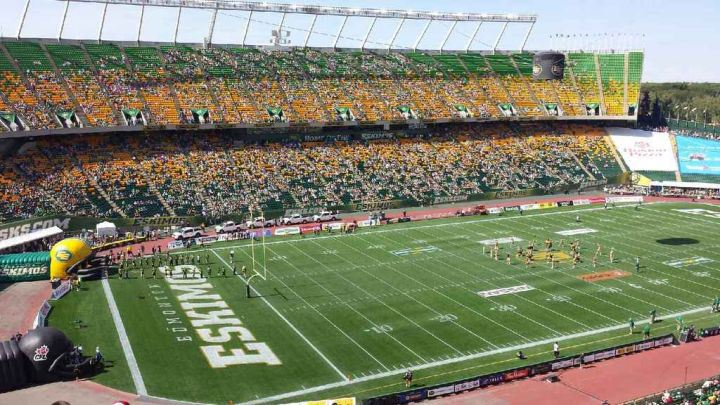
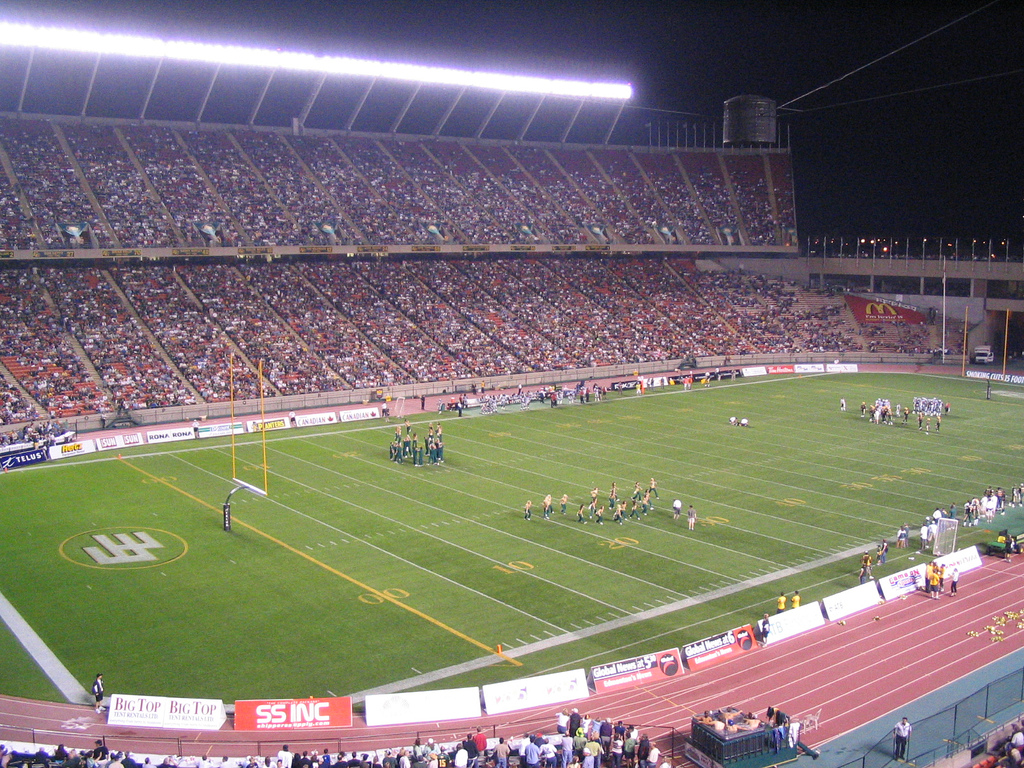

## Eventos

### Copa Mundial Femenina de Fútbol de 2015
El estadio albergó once partidos de la Copa Mundial Femenina de Fútbol de 2015.
| Fecha               | Selección #1   | Resultado | Selección #2  | Ronda                 | Espectadores |
| ------------------- | -------------- | --------- | ------------- | --------------------- | ------------ |
| 6 de junio de 2015  | Canadá         | 1–0       | China         | Primera fase, Grupo A | 53.058       |
| 6 de junio de 2015  | Nueva Zelanda  | 0–1       | Países Bajos  | Primera fase, Grupo A | 53.058       |
| 11 de junio de 2015 | China          | 1–0       | Países Bajos  | Primera fase, Grupo A | 35.544       |
| 11 de junio de 2015 | Canadá         | 0–0       | Nueva Zelanda | Primera fase, Grupo A | 35.544       |
| 16 de junio de 2015 | Suiza          | 1–2       | Camerún       | Primera fase, Grupo C | 10.177       |
| 16 de junio de 2015 | Australia      | 1–1       | Suecia        | Primera fase, Grupo D | 10.177       |
| 20 de junio de 2015 | China          | 1–0       | Camerún       | Octavos de final      | 15.958       |
| 22 de junio de 2015 | Estados Unidos | 2–0       | Colombia      | Octavos de final      | 19.412       |
| 27 de junio de 2015 | Australia      | 0-1       | Japón         | Cuartos de final      | 19.814       |
| 1 de junio de 2015  | Japón          | 2–1       | Inglaterra    | Semifinal             | 31.467       |
| 4 de junio de 2015  | Alemania       | 0–1       | Inglaterra    | Tercer lugar          | 21.483       |